# Lomadonta siccifolium
Lomadonta siccifolium är en fjärilsart som beskrevs av Schultze 1934. Lomadonta siccifolium ingår i släktet Lomadonta och familjen tofsspinnare. Inga underarter finns listade i Catalogue of Life.